# Палладийскандий
Палладийскандий — бинарное неорганическое соединение
палладия и скандия
с формулой PdSc,
кристаллы.

## Получение
- Сплавление стехиометрических количеств чистых веществ:

{\displaystyle {\mathsf {Pd+Sc\ {\xrightarrow {1600^{o}C}}\ PdSc}}}

## Физические свойства
Палладийскандий образует кристаллы
кубической сингонии,
пространственная группа P m3m,
параметры ячейки a = 0,3283 нм, Z = 1,
структура типа хлорида цезия CsCl
.
Соединение конгруэнтно плавится при температуре 1600°C.